# Inga neblinensis
Inga neblinensis är en ärtväxtart som beskrevs av L.Cardenas och De Martino. Inga neblinensis ingår i släktet Inga och familjen ärtväxter. IUCN kategoriserar arten globalt som sårbar. Inga underarter finns listade i Catalogue of Life.